# Shiloh (Carolina del Sur)
Shiloh es un lugar designado por el censo ubicado en el condado de Sumter, en el estado estadounidense de Carolina del Sur. La localidad en el año 2000 tiene una población de 259 habitantes en una superficie de 25.2 km², con una densidad poblacional de 10.3 personas por km². 

## Geografía
Shiloh se encuentra ubicado en las coordenadas 33°56′12″N 80°1′26″O / 33.93667, -80.02389. Según la Oficina del Censo, el pueblo tiene un área total de 25,2 km² (9,7 mi²), de la cual 25,2 km² (9,7 mi²) es tierra y 0,1 km² (0 mi²) (0.21%) es agua.

### Localidades adyacentes
El siguiente diagrama muestra a las localidades en un radio de 24 kilómetros (14,9 mi) de Shiloh.

## Demografía
En el 2000 la renta per cápita promedia del hogar era de $26.042, y el ingreso promedio para una familia era de $27.321. El ingreso per cápita para la localidad era de $15.568. En 2000 los hombres tenían un ingreso per cápita de $39.205 contra $16.250 para las mujeres. Alrededor del 14.20% de la población estaba bajo el umbral de pobreza nacional. 